# Hala Targowa przy ul. Piaskowej we Wrocławiu
Hala Targowa we Wrocławiu (właśc. Hala Targowa nr I, niem. Markthalle Nummer 1) – zbudowana według projektu Richarda Plüddemanna i Heinricha Küstera w latach 1906–1908. Mieści się przy ul. Piaskowej (Sandstraße), u zbiegu z pl. Nankiera (Ritterplatz) i ul. św. Ducha (Heiligegeiststraße), w bezpośredniej bliskości wyspy Piasek, mostu Piaskowego i najstarszych dzielnic miasta. Hala stanowi cenny zabytek sztuki inżynierskiej.

## Historia
W latach 1890-1891 planowano budowę czterech hal targowych, jednak ostatecznie powstały tylko dwie. Halę Targową nr I wzniesiono dla uporządkowania handlu w centrum miasta, który odbywał się wcześniej m.in. na Nowym Targu. Prawie identyczna Hala Targowa nr II tych samych projektantów powstała w tym samym czasie przy ul. Kolejowej, lecz po poważnym uszkodzeniu w 1945 została wyburzona w 1973.
Przedtem na miejscu Hali nr 1 znajdował się czternastowieczny dwór biskupów lubuskich, który na początku XVI wieku przebudowano na Arsenał Piaskowy. Działkę arsenału, należącą od roku 1511 do miasta, w 1889 powiększono dokonując zakupu sąsiednich domów z zamysłem wzniesienia hali targowej. Wielokrotnie przekładaną decyzję o ważnej dla miasta inwestycji ostatecznie podjęto 19 lutego 1901 i przystąpiono do prac projektowych.
1 października 1905 rozpoczęto rozbiórkę arsenału i sąsiednich domów. Później wmurowano w północną elewację Hali znalezione w czasie prac ziemnych kamienne kule armatnie na pamiątkę po poprzednim przeznaczeniu tego miejsca. Jesienią 1906 rozpoczęto budowę hali o żelbetowej konstrukcji piwnicy i pierwotnie planowanej stalowych wiązarach dachowych. Roboty budowlane przy fundamentach i poziomie piwnic wykonywała początkowo firma Theodor Hülssner z Lipska. W związku z propozycją firm budujących obie powstające hale oraz porównaniu kosztów zdecydowano się na przeprojektowanie konstrukcji z użyciem żelbetu zamiast stali. Ponownie rozpisany przetarg wygrała firma Lolat-Eisenbeton z Wrocławia. 5 października 1908 przekazano halę do użytku.
Z trzech stron Hala przylega do ulic, jedynie od południa przybudowana jest do sąsiednich budynków, powstałych częściowo jako zaplecze administracyjne Hali. Znajdowały się w nich mieszkania urzędników, biura, oddział kasy oszczędności oraz stołówka. Elewacja północna zaakcentowana jest dwiema wieżami, nawiązującymi do dawnej funkcji obronnej tego miejsca, przy czym wyższa wieża północno-zachodnia mieściła kiedyś zegar (dziś nieczynny). Wnętrze rozwiązane jest osiowo i ma układ bazylikowy z główną nawą na kierunku wschód-zachód, obustronnie niższymi nakrytymi dachem płaskim nawami bocznymi oraz trzema nawami poprzecznymi - dwiema od północy i jedną dłuższą od południa. W nawach bocznych na poziomie piętra znajduje się galeria obiegająca nawę główną. Zaprojektowane przez Heinricha Küstera przekrycie Hali, wsparte w głównej nawie na żelbetowych łukach parabolicznych o rozstawie podpór 20,65 m i wysokości przekraczającej 17 m stanowi pionierskie w skali światowej osiągnięcie inżynierskie. Podziemia hali mieszczą piwnice wysokości do 3,7 metra. Zewnętrzna szata budynku z ceglanego muru z oszczędnie stosowanym detalem kamiennym, inspirowana giełdą w Amsterdamie Berlagego, posiada cechy nawiązującego do średniowiecza nurtu historyzmu, podczas gdy wnętrze jest już całkowicie modernistyczne.
Budynek nie był poważnie zniszczony przez działania wojenne w 1945 i  po wojnie wykorzystywany był zgodnie z przeznaczeniem. Zniszczenia objęły około 400 metrów kwadratowych dachu oraz część stropu nad piwnicą. W latach 1947-1948, po prowizorycznym remoncie, hala ponownie rozpoczęła działalność. Gruntowny remont budynek przeszedł w latach 1980–1983 i od tego czasu należy do największych miejsc targowych w całym mieście.

## Galeria

### Historia

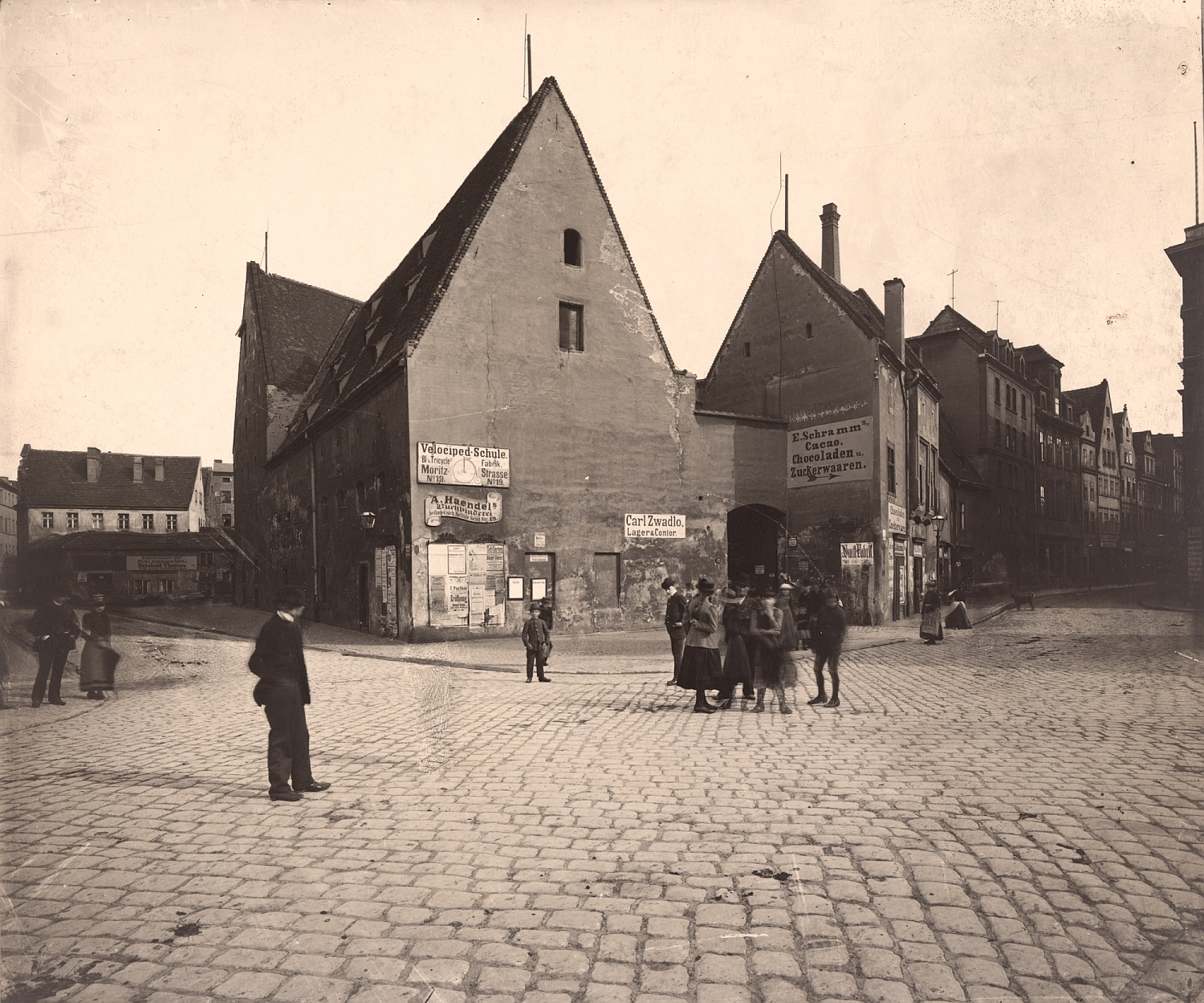
Miejsce wybudowania Hali przed wyburzeniem Arsenału Piaskowego (po lewej)
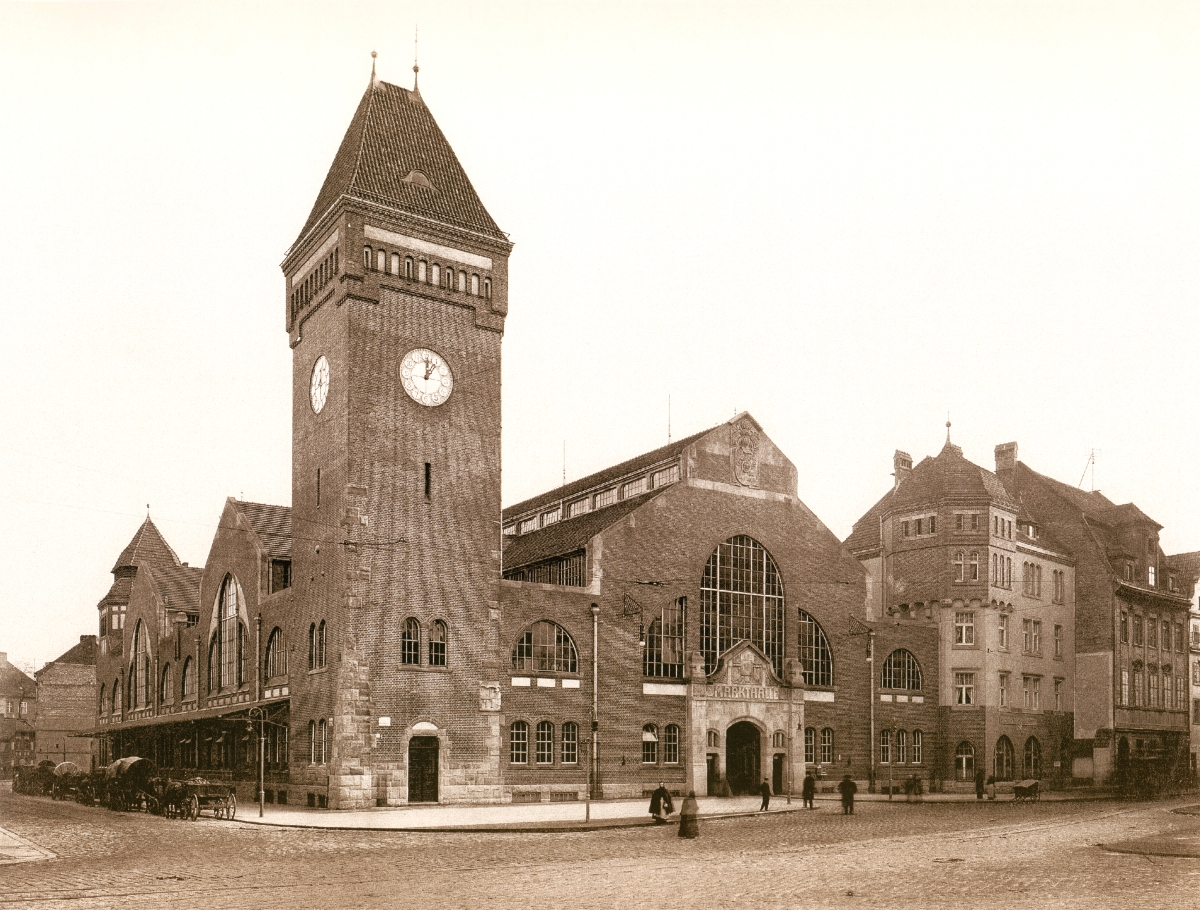
Nowo wybudowana hala w 1909 roku
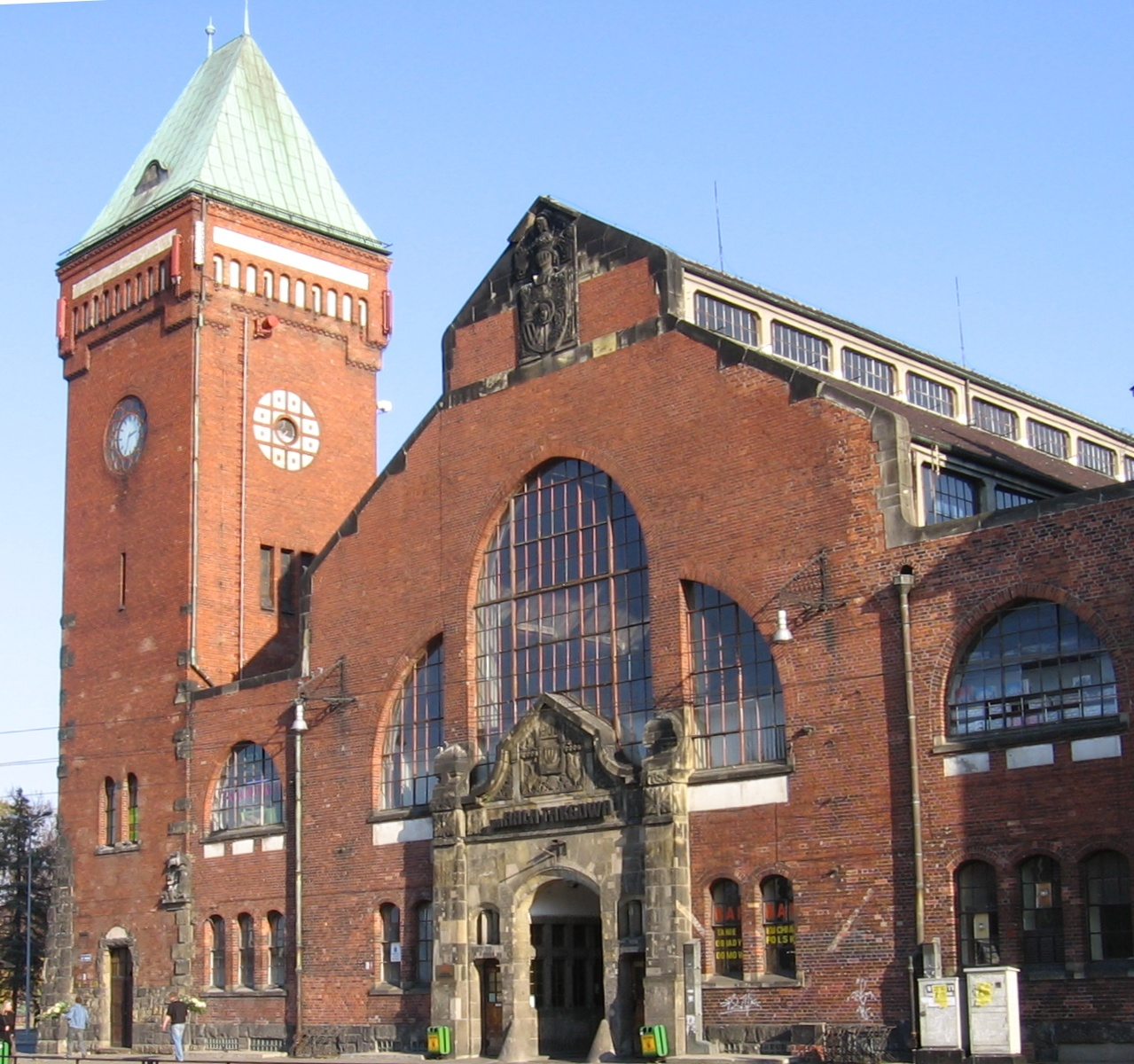
Fasada hali, stan w 2005 roku
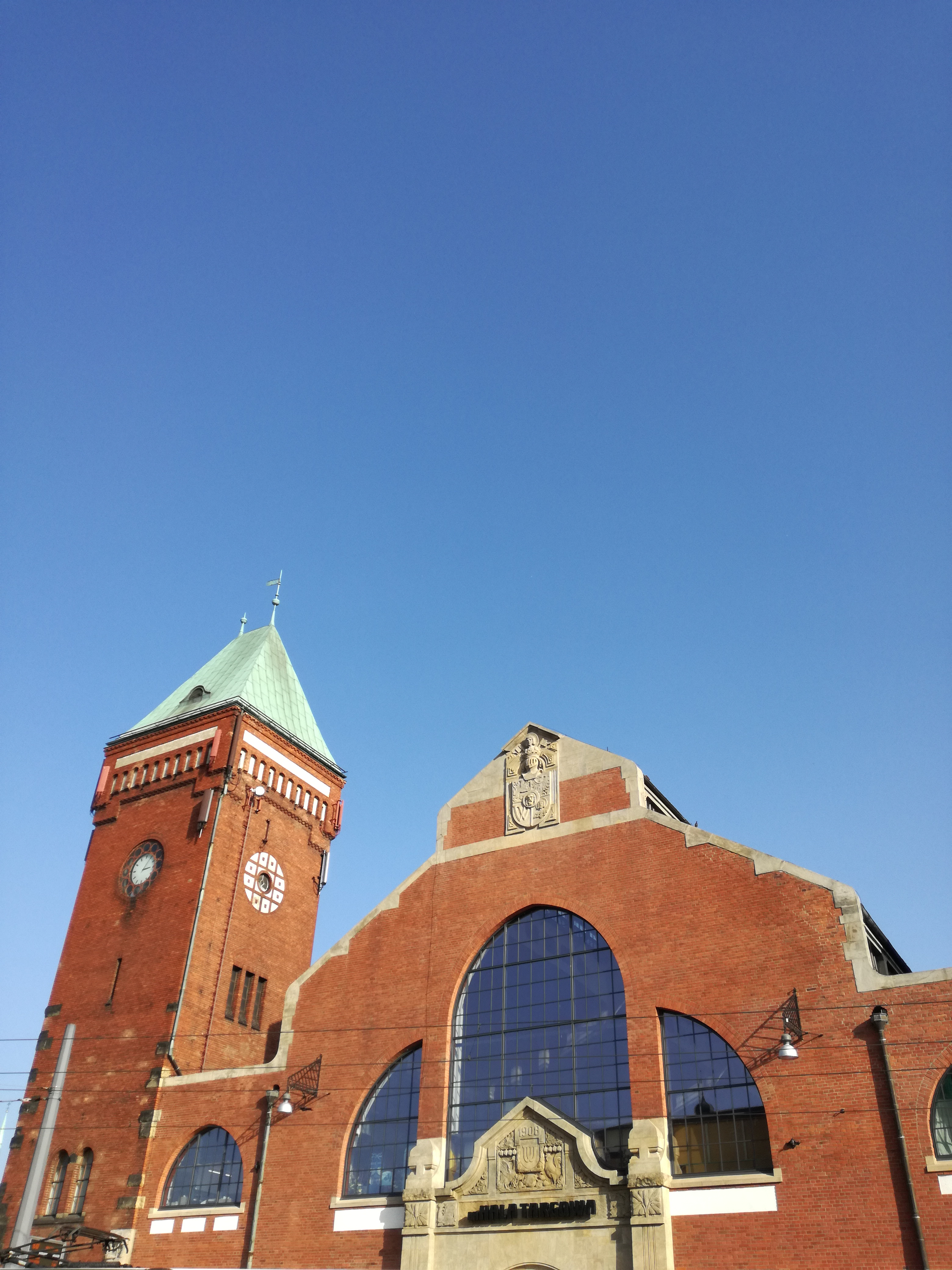
Fasada po remoncie, 2017 rok

### Architektura

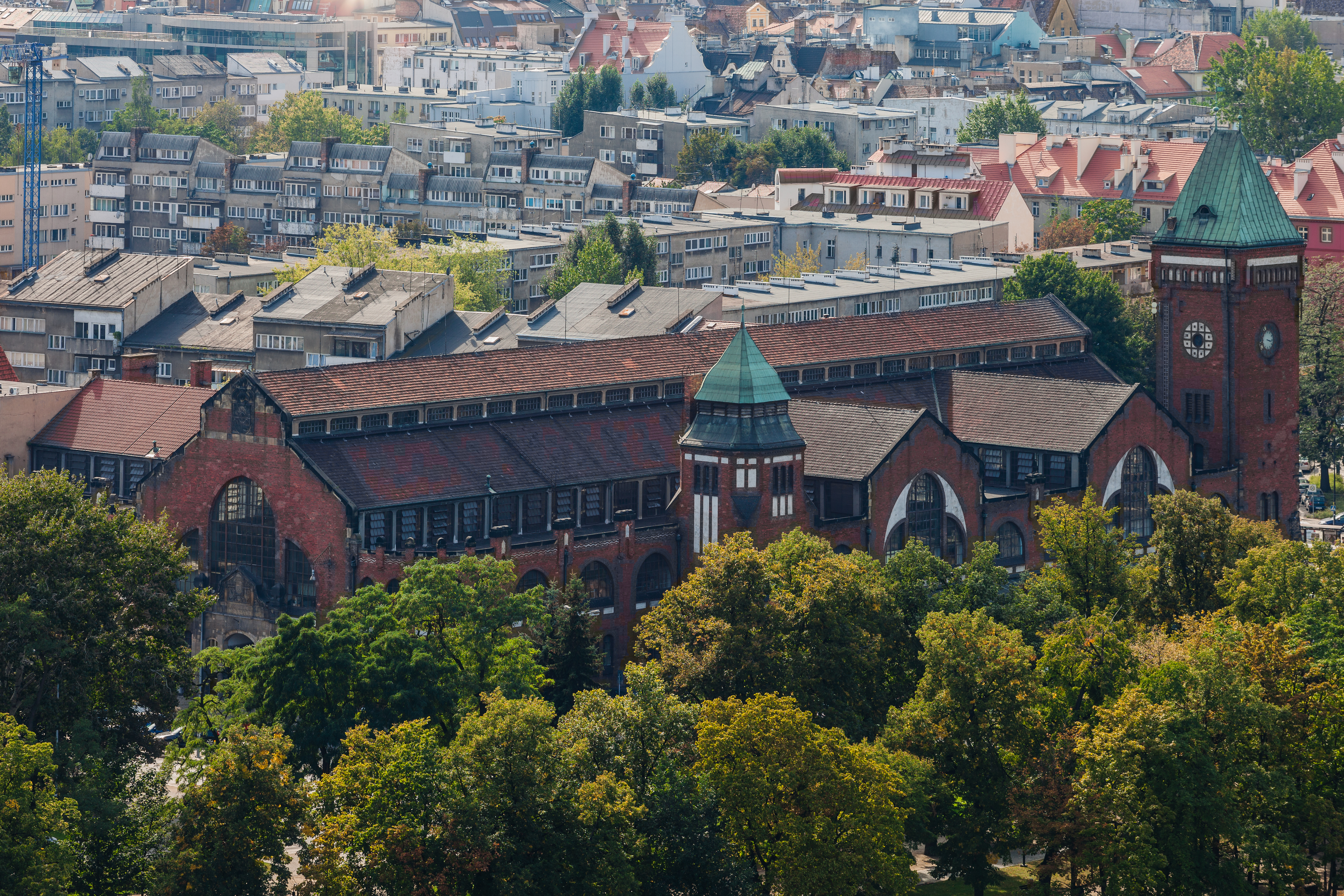
Bryła budynku
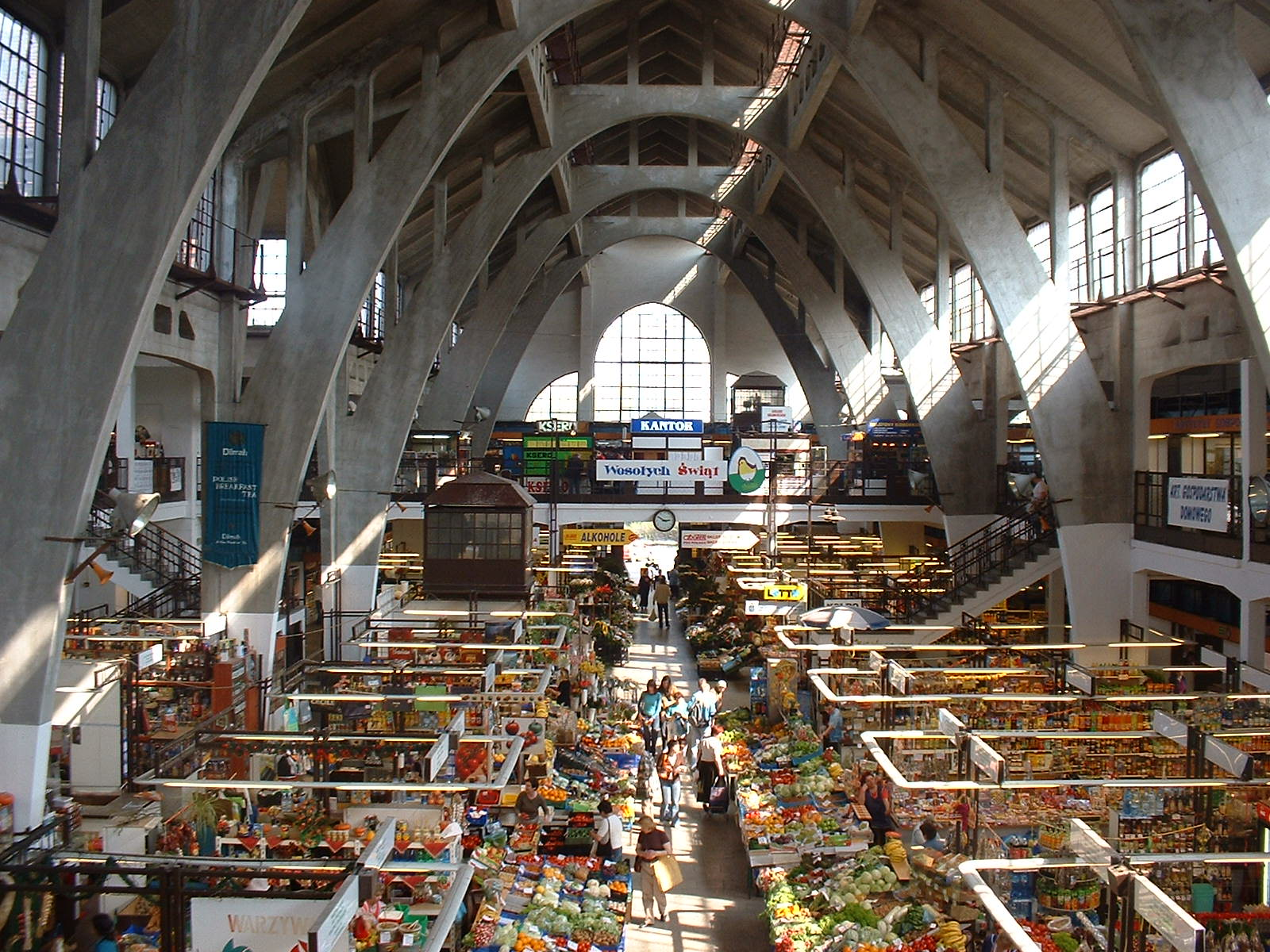
Wnętrze hali
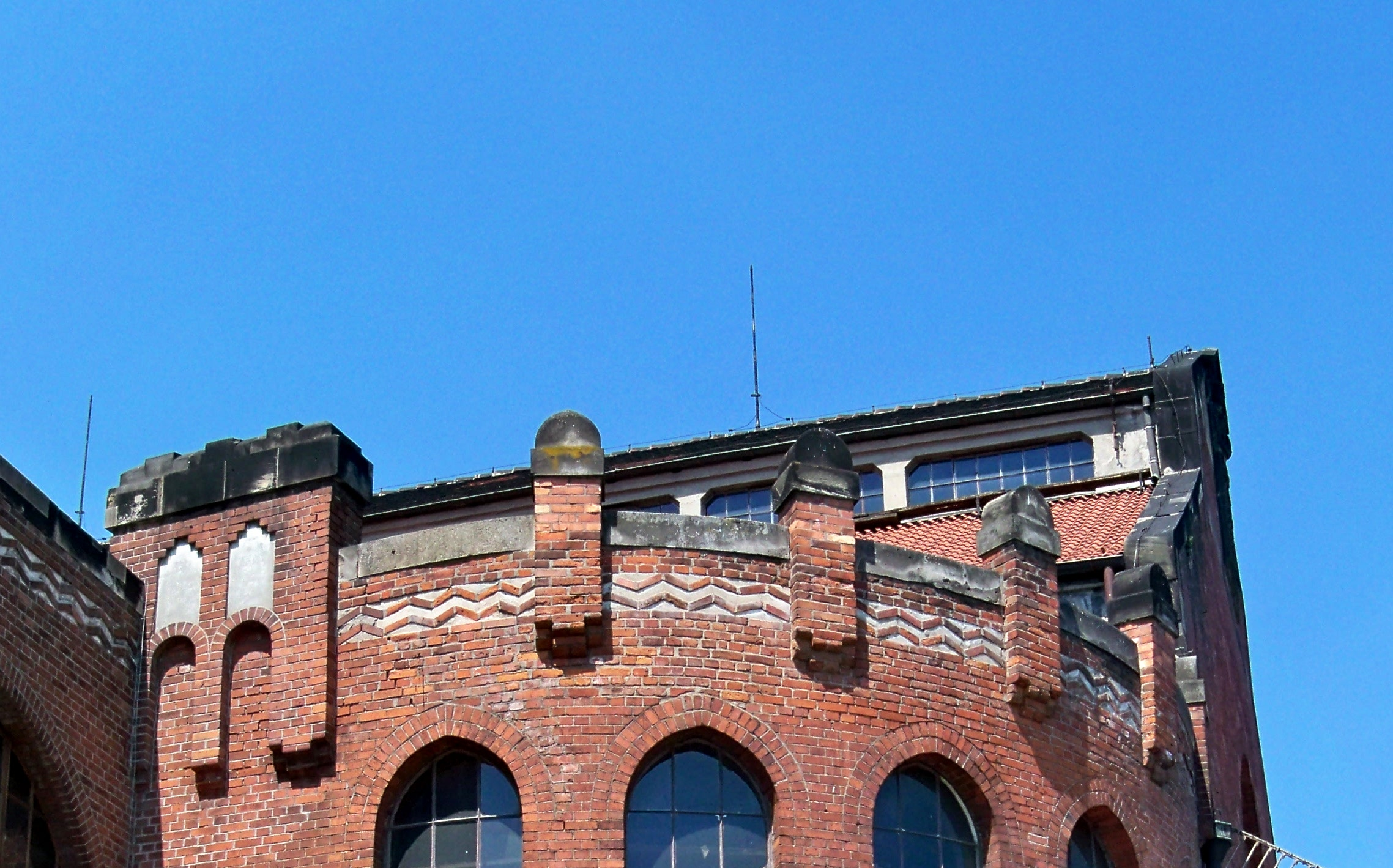
Historyzujący krenelaż
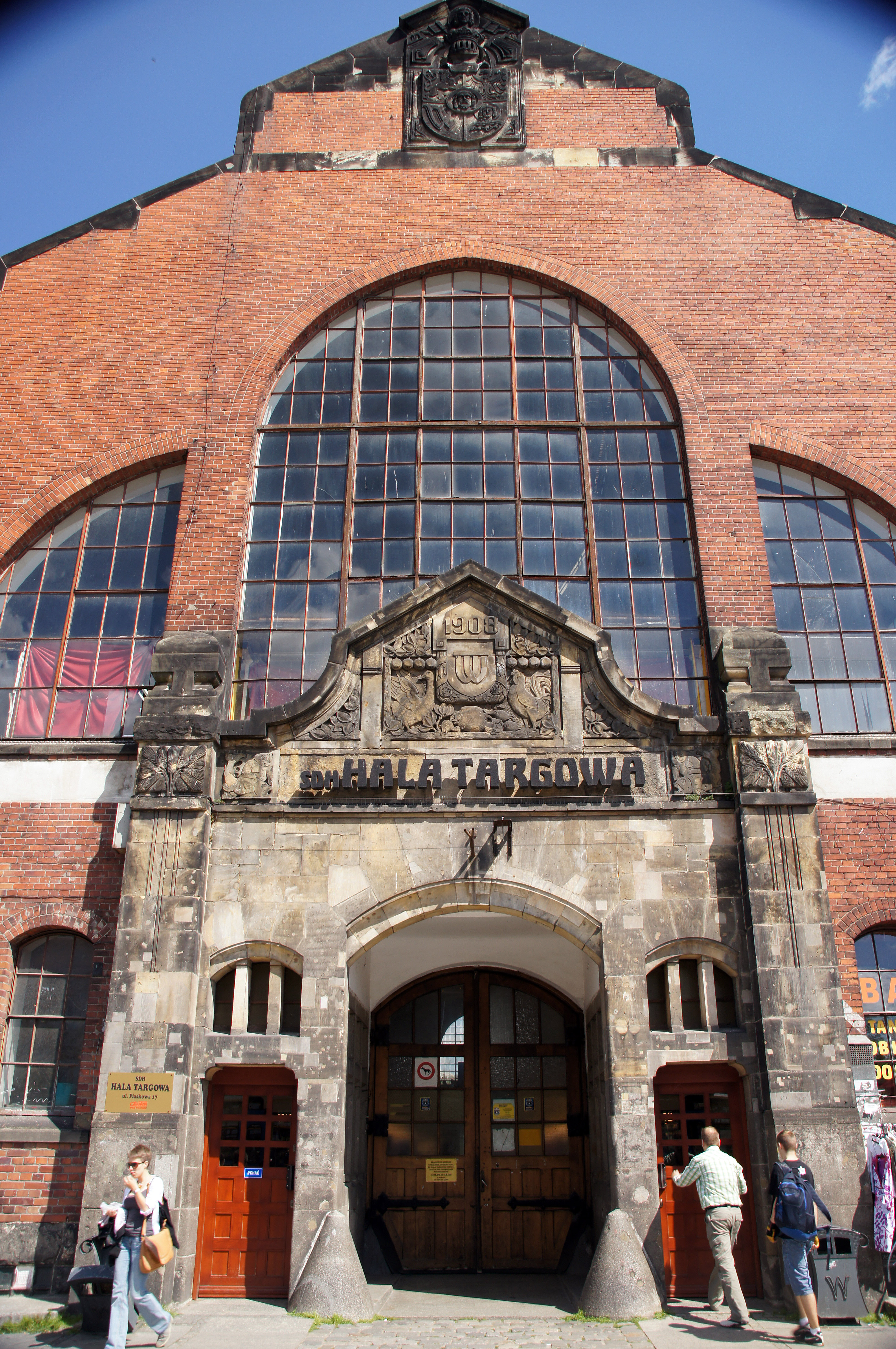
Wejście od ul. Piaskowej
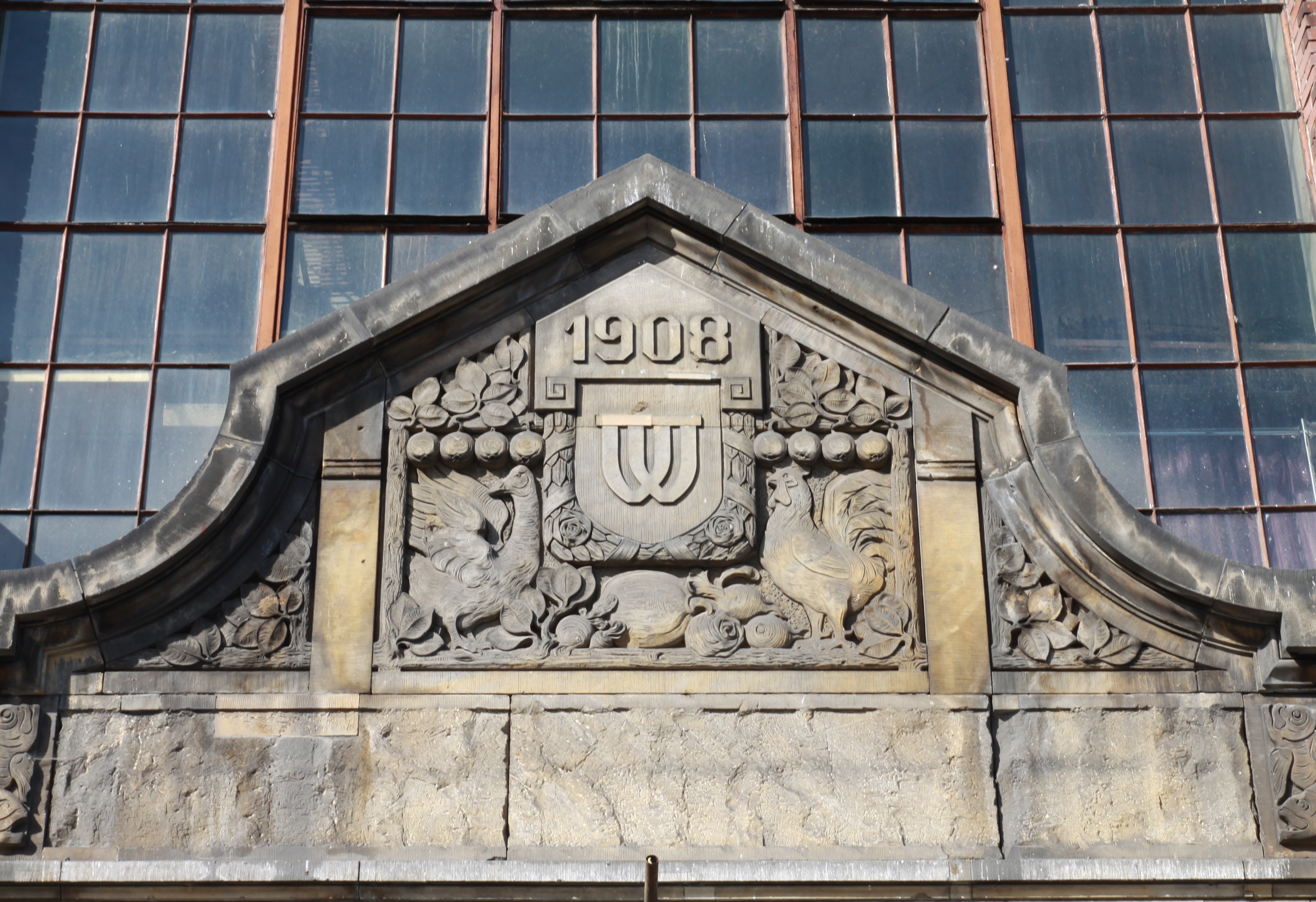
Płaskorzeźba nad głównym wejściem
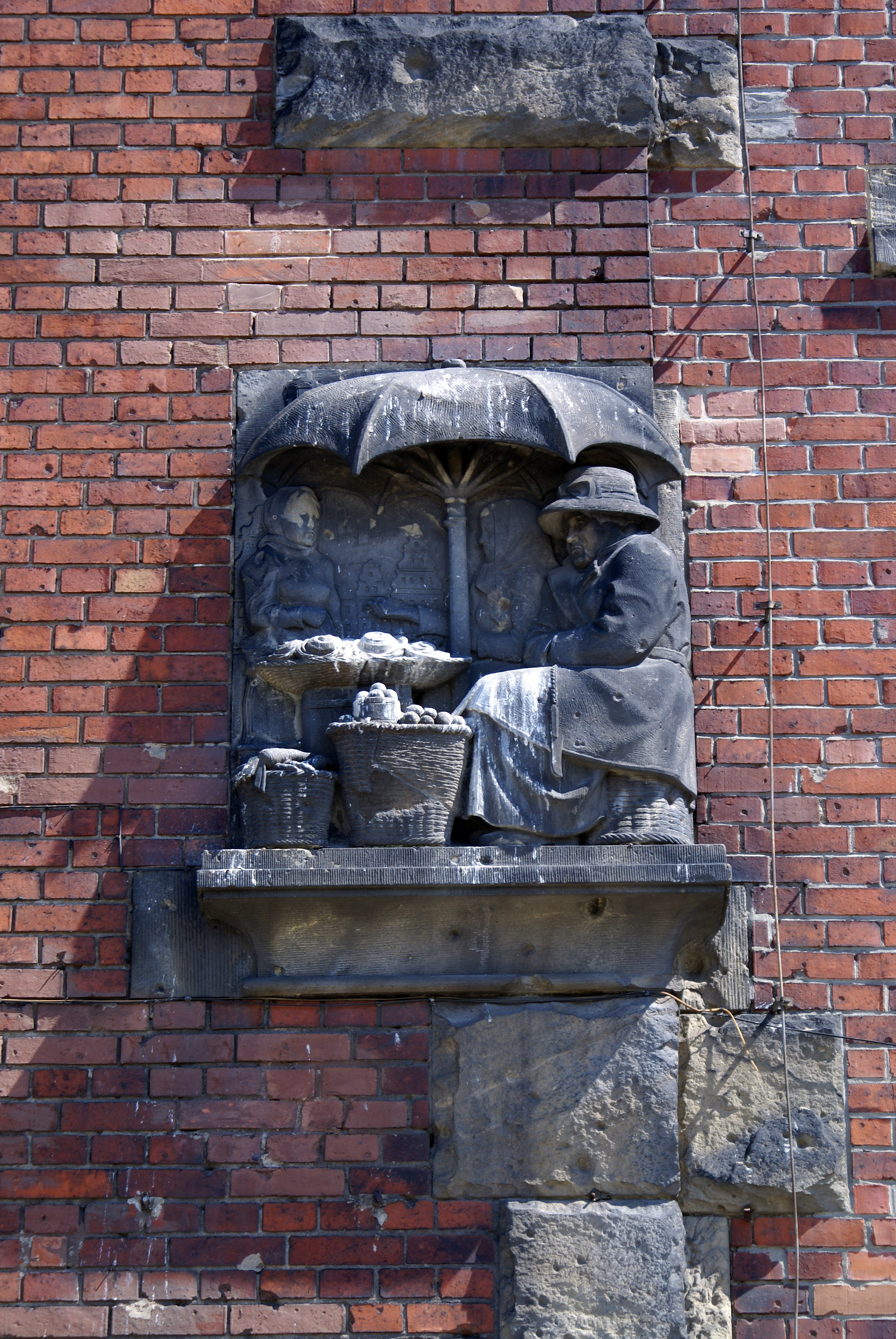
Płaskorzeźba przy jednym z wejść